# 交換日記
交換日記是一種情感交流的方式，一群人以交換日記本，並且在日記上寫下自己的日常生活的一些記事和感受，過一段時間後換回自己的日記本進行閱讀批閱，以達到情感交流的目的。在1990年代的日本中小學生之中尤其流行，一般是女孩子間進行，或是男女同學作為情侶的感情基礎。
不少動漫作品中的男女主角以交換日記的方式來聯絡感情，如《最終兵器彼女》及《小紅豆》。
曾国藩就有和人交换日记的习惯。